# Neo-Prog
Der Neo-Prog (andere Schreibweise NeoProg) ist eine Stilrichtung der Rockmusik, die zu Beginn der 1980er Jahre als zweite Welle des Progressive Rock begründet wurde und sich stark an dessen musikalische Elemente anlehnt.

## Stil
Bands dieses Genres greifen zahlreiche Elemente des Progressive Rock auf, wie die vertrackte Harmonik und Rhythmik, die langen, epischen Lieder mit oft tiefgründigen Texten und die langen Instrumentalteile, und versahen diese mit einer zeitgemäßen Instrumentierung. Hier spielt vor allem der elektronische Synthesizer eine wichtige Rolle, der nicht mehr nur als Solo-Instrument, sondern insbesondere zur Erzeugung von Klangteppichen genutzt wurde. Eine Grundtendenz zur Theatralik spiegelt sich in der Auswahl der Sänger wider, die mit ihren in relativ hohen Tonlagen angesiedelten Stimmen gerne schauspielernd, emotional und wehmütig auftreten. Gegenüber dem klassischen Progressive Rock ist der Neo-Prog außerdem stärker auf melodische Elemente ausgerichtet. Alben wie Genesis’ Selling England by the Pound oder Supertramps Even in the Quietest Moments werden als wichtige stilistische Einflüsse vieler Neo-Prog-Bands betrachtet.
Bei der Auswahl der textlichen Themen und Motive gibt es zwei unterschiedliche Richtungen: Einerseits ist eine stärkere Besinnung auf politische und gesellschaftliche Anliegen spürbar, als in der ersten Phase des Progressive Rock. Beeinflusst durch den Kalten Krieg und soziale Unruhen entstanden Texte mit direktem Appell an den Hörer: Forgotten Sons von Marillion etwa beschäftigt sich mit dem Nordirland-Konflikt, Twelfth Nights Song „Fact and Fiction“ kritisiert das Wettrüsten. Den Gegenpol bilden immer wieder neu verarbeitete Motive der Fantasyliteratur (der Bandname Marillion leitet sich von Tolkiens Silmarillion ab). Einen Höhepunkt stellen hier die mit Schachbrettern, Einhörnern und Narren (jester) verzierten Covergemälde der Band Pendragon dar.

## Entwicklung

### 1980er Jahre

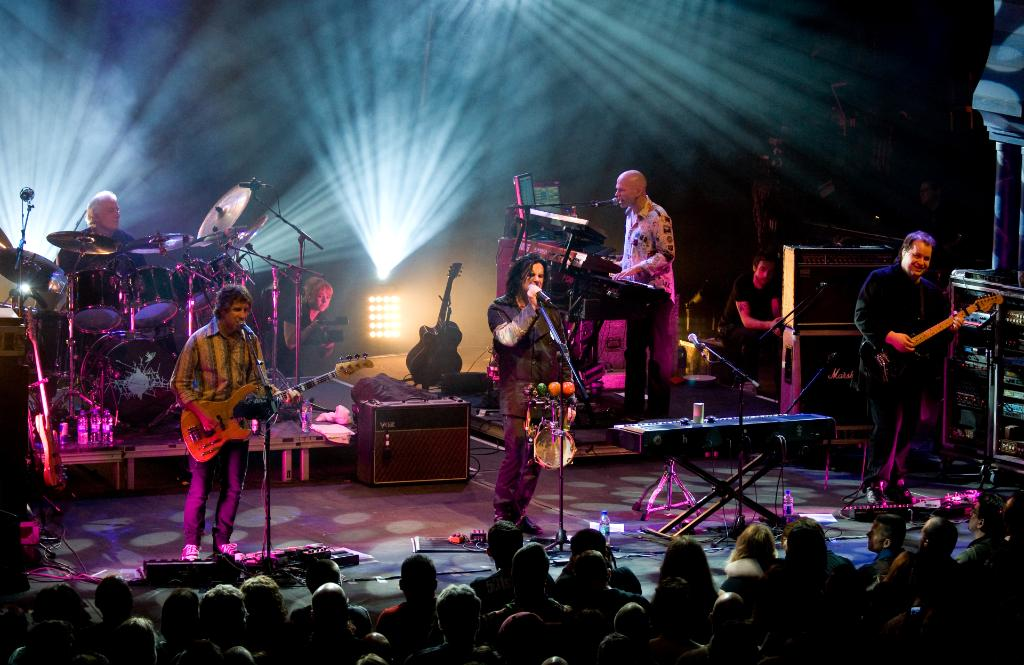
Marillion

Als Hauptvertreter des Neo-Prog gelten die britischen Bands Marillion, IQ, Pallas, Twelfth Night und Pendragon.
Die Gruppe Marillion legte 1983 mit dem Debütalbum Script for a Jester’s Tear einen Eckpfeiler und 1985 mit Misplaced Childhood das kommerziell erfolgreichste Album des Neo-Prog vor (vor allem dank des bislang größten Single-Hits der Band "Kayleigh"). Die theatralische Gesangsweise ihres Frontmanns Fish war an die Genesis-Frühwerke mit Peter Gabriel und an Peter Hammill (Van der Graaf Generator) angelehnt. IQ zeichnen sich durch ihre Live-Shows aus, die aufwändige Bühnenpräsentationen mit britischem Humor verbinden. Ihr Klassiker Tales from the lush attic erschien ebenfalls 1983.
Pallas zeigten mit ihrem „symphonischen Hardrock“ von den klassischen Vertretern des Neo-Prog die deutlichste Gitarrenorientierung. Twelfth Night vermengten Merkmale des Neo-Prog mit New-Wave-Einflüssen zu einem besonders düsteren Stil. Zunächst agierten sie als Instrumentalband, bevor sich der charismatische Geoff Mann und später Andy Sears als Sänger anschlossen. Pendragon setzten die von ihnen bevorzugten Fantasymotive in besonders melodieseligen und schnörkelvollen Kompositionen um, Kritiker bezeichnen diese Tendenz allerdings teilweise als „weichgespült“.
Mit Überschneidungen zum Adult-oriented Rock werden teilweise auch Saga, Asia und It Bites zum Kreis der frühen Neo-Prog-Bands gezählt.

### 1990er Jahre und heute

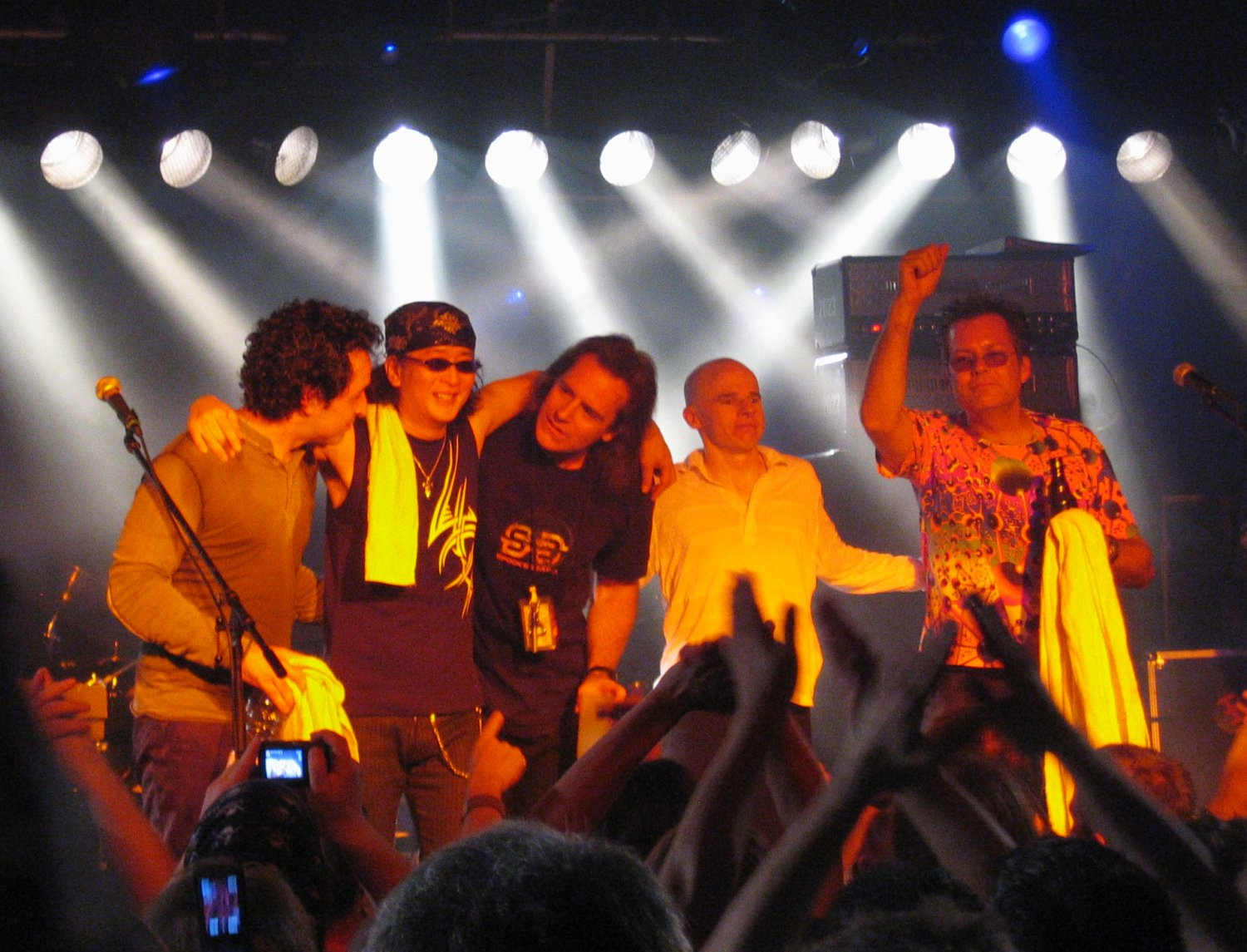
Spock's Beard

Ende der 1980er hatte der Neo-Prog seinen Zenit überschritten. Die Hauptvertreter hatten sich entweder vom Neo-Prog abgewandt, längere Schaffenspausen eingelegt oder sich aufgelöst. Die klassischen Bands IQ, Pallas und Pendragon konnten bei späteren Wiedervereinigungen mit Neo-Prog-relevanten Veröffentlichungen Achtungserfolge erzielen, während Marillion mit neuem Sänger einem komplett eigenständigen Stil nachgingen.
Zunächst deutlich an den Sound der frühen Marillion angelehnt war dagegen das 1995 gegründete Supergroup-Projekt Arena um Pendragon-Keyboarder Clive Nolan und den kurzzeitigen Marillion-Schlagzeuger Mick Pointer. Wie mehrere verbliebene Vertreter des Neo-Prog sind Arena inzwischen beim deutschen Plattenlabel InsideOut unter Vertrag.
Weitere Neo-Prog-Bands konnten in den 1990er Jahren zwar Szenebekanntheit erlangen, in der medialen Repräsentation des Prog wurden sie jedoch von Bands der dritten Welle um Progressive Metal und Retro-Prog überschattet. Zu diesen Bands zählen etwa Jadis, Enchant, Aragon, Galahad und Landmarq. Einige Bands, die sich später als Wegbereiter des Retro-Prog erweisen sollten, ließen auf ihren Debütalben noch Neo-Prog-Anklänge einfließen, etwa echolyn (echolyn, 1991) und Spock’s Beard (The Light, 1995).